# Joris-Karl Huysmans
Joris-Karl Huysmans (París, 5 de febrer de 1848 - 12 de maig de 1907) fou un escriptor francès. Va néixer en el marc d'una llarga nissaga de pintors flamencs. El van inscriure al registre civil amb la forma francesa del seu nom: Georges-Charles Huysmans. La major part de les seves obres, tanmateix, s'han publicat i es continuen publicant amb la forma abreujada del nom de l'autor, J-K. Huysmans. Després d'una joventut d'humiliació i misèria durant la qual la seva mare es va tornar a casar amb un home de negocis protestant, Jules Og, Huysmans va fer carrera de funcionari durant trenta anys, època al final de la qual va començar a escriure.

## Vida i obra
Va publicar pel seu compte, el 1874, un recull de poemes titulat Le drageoir à épices, que es reedita, amb un altre títol, un any després com a Le drageoir aux épices. Un article sobre L'Assommoir i una novel·la, Les Sœurs Vatard (1879), li obren la porta de l'amistat amb Émile Zola i a la participació, l'any 1880, del recull col·lectiu titulat Les Soirées de Médan, vist com el manifest del naturalisme. En aquest moment, les seves obres dibuixen existències grises i una quotidianitat buida, per exemple, amb En Ménage (1881) i À vau-l'eau (1882). En elles, s'hi pot percebre el pessimisme de l'autor i el fàstic envers un món modern compost de caragirats i d'imbècils.
Va morir el 12 de maig de 1907 en un convent de benedictins a París.

## À rebours
Amb À rebours, la seva novel·la més coneguda, trenca amb l'estètica naturalista i s'endinsa en el decadentisme i simbolisme. La tendència vers l'artifici del protagonista, Jean Floressas des Esseintes, és, en el fons, una recerca de l'ideal. Un dels seus aspectes revolucionaris és la relació del protagonista amb el desenvolupament de l'obra. No és una novel·la narrativa en el sentit tradicional del terme, ja que no hi ha una història, sinó que cadascun dels capítols està relacionat amb els gustos del seu protagonista i la seva actitud envers el món. Hi ha referències directes a l'art de l'època, com la pintura de Gustave Moreau, i l'actitud estètica i personal d'aquests moviments sorgits en l'atmosfera de la fin de siècle. Durant els judicis d'Oscar Wilde, l'autor irlandès declarà que aquesta havia estat la novel·la que tenia al cap quan menciona en El retrat de Dorian Gray una novel·la en llengua francesa que corromp el protagonista.

## En llengua catalana
En català, ha estat traduït, entre d'altres, per Miquel Martí i Pol: A repèl, Edhasa, 1989.

## Curiositat
El protagonista de la novel·la Submissió de Michel Houellebecq és un professor universitari francès famós pels seus treballs i tesi doctoral sobre l'obra de Huysmans.